# Indirekte Nutzenfunktion
Eine indirekte Nutzenfunktion ist eine in der Mikroökonomik verwendete Funktion, die das maximale Nutzenniveau angibt, das ein Konsument bei gegebenen Güterpreisen und mit gegebenem Budget erreichen kann. Damit unterscheidet sie sich von der (direkten) Nutzenfunktion eines Konsumenten, die allgemein für bestimmte Gütermengen definiert ist.

## Definition und Bedeutung
Der Ausgangspunkt für die Herleitung der indirekten Nutzenfunktion ist derselbe wie der zur Herleitung der marshallschen Nachfrage. Er besteht im Nutzenmaximierungsproblem
{\displaystyle \max _{(x_{1},\ldots ,x_{n})\in \mathbb {R} _{+}^{n}}u(x_{1},\ldots ,x_{n})} unter der Nebenbedingung {\displaystyle \sum _{i=1}^{n}p_{i}x_{i}\leq y}
(Details hierzu finden sich im Artikel Marshallsche Nachfragefunktion.) Eine Lösung dieses mittels der Kuhn-Tucker-Methode lösbaren Optimierungsproblems bezeichnet man als marshallsche Nachfrage {\displaystyle \mathbf {x} (\mathbf {p} ,y)}, wobei {\displaystyle \mathbf {x} =(x_{1},\ldots ,x_{n})} der Vektor der nachgefragten Gütermengen ({\displaystyle x_{i}\geq 0}), {\displaystyle \mathbf {p} =(p_{1},\ldots ,p_{n})} der dazugehörige Preisvektor und {\displaystyle y} das verfügbare Konsumbudget ist. In Worten handelt es sich bei dieser Nachfrage also um diejenige Gütermenge – abhängig von den Güterpreisen –, die erforderlich ist, um mit einem gegebenen Budget {\displaystyle y} ein möglichst hohes Nutzenniveau zu erreichen. Setzt man die marshallsche Nachfrage {\displaystyle \mathbf {x} (\mathbf {p} ,y)} nun wieder in die maximierte Funktion ein, so bezeichnet man die resultierende Funktion als indirekte Nutzenfunktion {\displaystyle v}. Es ist also
{\displaystyle v(\mathbf {p} ,y)\equiv u\left[x_{1}(\mathbf {p} ,y),\ldots ,x_{n}(\mathbf {p} ,y)\right]{\overset {\mathrm {(vektoriell)} }{=}}u\left[\mathbf {x} (\mathbf {p} ,y)\right]}.
Während die marshallsche Nachfragefunktion die Gütermengen liefert, die im Nutzenmaximum nachgefragt werden, liefert die indirekte Nutzenfunktion das Nutzenniveau, das im Maximum erreicht wird; mit anderen Worten ist {\displaystyle \mathbf {x} (\mathbf {p} ,y)} das Argument des Maximums, während {\displaystyle v} das tatsächliche Maximum liefert.

## Eigenschaften
Es lässt sich zeigen, dass {\displaystyle v(\mathbf {p} ,y)} unter den üblichen Voraussetzungen – {\displaystyle u(\cdot )} stetig und streng monoton steigend – unter anderem folgende Eigenschaften aufweist:
- stetig in {\displaystyle \mathbf {p} } und {\displaystyle y};
- homogen vom Grade null in {\displaystyle (\mathbf {p} ,y)}, d. h. {\displaystyle v(\alpha \mathbf {p} ,\alpha y)=v(\mathbf {p} ,y)} für alle {\displaystyle \mathbf {p} ,y} und {\displaystyle \alpha >0};
- streng monoton steigend in {\displaystyle y} und monoton fallend in {\displaystyle \mathbf {p} } (für positives {\displaystyle y});
- quasi-konvex in {\displaystyle (\mathbf {p} ,y)}.

Zudem gilt unter der genannten Voraussetzung bezüglich u (und auch bereits, wenn u nur der schwächeren Annahme der lokalen Nichtsättigung genügt):
(Jackson 1986): Für alle Güterbündel {\displaystyle {\tilde {\mathbf {x} }}} gilt: Betrachte ein Nutzenniveau {\displaystyle {\overline {u}}\geq 0} und ein {\displaystyle \epsilon >0}, die so beschaffen sind, dass {\displaystyle v(\mathbf {p} ,\mathbf {p} \cdot {\tilde {\mathbf {x} }})\geq {\overline {u}}+\epsilon } für alle möglichen Preisvektoren {\displaystyle \mathbf {p} } mit strikt positiven Komponenten. Dann existiert ein {\displaystyle \delta \in (0,1)}, mit dem {\displaystyle v(\mathbf {p} ,\delta \cdot \mathbf {p} \cdot {\tilde {\mathbf {x} }})>{\overline {u}}} für alle {\displaystyle \mathbf {p} }.
Für die Differenzierbarkeit lässt sich (unter den genannten Voraussetzungen bezüglich u) auf folgende Bedingung verweisen:
Sei {\displaystyle u(\mathbf {x} )} darüber hinaus stetig differenzierbar. Wenn das Nutzenmaximierungsproblem (siehe oben) in einer offenen Umgebung um {\displaystyle (\mathbf {p} _{0},y_{0})} ({\displaystyle y_{0}>0}) eine eindeutige Lösung hat, dann ist die indirekte Nutzenfunktion {\displaystyle v(\mathbf {p} ,y)} in dieser Umgebung differenzierbar in {\displaystyle (\mathbf {p} ,y)}.

## Einordnung

### Zusammenhang zur Ausgabenfunktion
Analog zur Beziehung zwischen marshallscher und Hicks’scher Nachfragen besteht auch zwischen der – konzeptionell mit ersterer verbundenen – indirekten Nutzenfunktion sowie der – mit letzterer zusammenhängenden – Ausgabenfunktion eine enge Beziehung. Es gilt nämlich:
Beziehung zwischen Ausgaben- und indirekter Nutzenfunktion: Sei die Präferenzordnung der Konsumenten durch eine reellwertige und auf {\displaystyle \mathbb {R} _{+}^{n}} stetige und streng monoton steigende Nutzenfunktion {\displaystyle u} repräsentierbar und repräsentiert. Dann gilt:
1. {\displaystyle e\left[\mathbf {p} ,v(\mathbf {p} ,y)\right]=y}
2. {\displaystyle v\left[\mathbf {p} ,e(\mathbf {p} ,{\overline {u}})\right]={\overline {u}}}

### Roys Identität
Trotz der in vielerlei Hinsicht bestehenden Analogie zwischen dem Konzept der indirekten Nutzenfunktion und demjeniger der Ausgabenfunktion gibt es auf den ersten Blick keine unmittelbare Analogie zu Shephards Lemma, nach dem die Ableitung der Ausgabenfunktion nach dem Preis der korrespondierenden Hicks’schen Nachfragefunktion entspricht. Eine geringfügige Modifikation liefert allerdings dennoch eine gewisse Vergleichbarkeit. Die Beziehung wird als Roys Identität bezeichnet.
Roys Identität: Sei {\displaystyle u(\cdot )} stetig und streng monoton steigend. Sei weiter {\displaystyle v(\mathbf {p} ,y)} in einer Stelle {\displaystyle (\mathbf {p} _{0},y_{0})} differenzierbar und {\displaystyle \partial v({p}_{0},y_{0})/\partial y\neq 0}. Dann gilt für alle {\displaystyle i} ({\displaystyle 1\leq i\leq n}):
{\displaystyle x_{i}(\mathbf {p} _{0},y_{0})=-{\frac {\partial v(\mathbf {p} _{0},y_{0})/\partial p_{i}}{\partial v(\mathbf {p} _{0},y_{0})/\partial y}}}
Zum Beweis wird auf den Artikel Roys Identität verwiesen.

## Beispiel
Für ein Beispiel zur Konstruktion einer indirekten Nutzenfunktion wird auf den Artikel Marshallsche Nachfragefunktion verwiesen.